# ガスパール・カサド
ガスパール・カサドー・イ・モレウ（Gaspar Cassadó i Moreu, 1897年9月30日 - 1966年12月24日）は、スペイン出身の、20世紀前半で最も影響力あるチェリストの一人。作曲家としても活動し、最晩年には後進の指導や若い才能の発掘にも熱意を示した。
ちなみに、日本では古くから「カサド」で呼ばれることが通常である。

## 経歴
バルセロナの教会音楽家の家庭に生まれ、7歳でチェロを学び始める。9歳でリサイタルを開いたところ、聴衆の中に交じっていたパブロ・カザルスに認められ、それ以降カザルスの薫陶を受ける。地元バルセロナが街をあげて、カサドー少年がパリのカザルスのもとで音楽修業を続けることができるようにと奨学金を与えてくれた。職業演奏家としての活動は、第一次世界大戦中に始め、欧米各地で演奏活動や録音活動を繰り広げた。1959年に日本人女性ピアニストの原智恵子と結婚。

## 音楽について
カサドーの楽器に対する姿勢は伝統的なものではなかったが、無伴奏チェロのための《組曲》や《ソナタ》は、古典的で自然なたたずまいとカタルーニャの情緒が融合された作品として、チェロ奏者の間でかなり知られている。この他にチェロ協奏曲や弦楽四重奏曲、ピアノ三重奏曲などの大作も残した。だが、おそらく最も有名なカサドー作品といえば、チェロとピアノのための小品集《愛の言葉 Requiebros》であろう。
他にシューベルトのアルペジオーネ・ソナタを編曲した「アルペジオーネ協奏曲」や、ドビュッシーの月の光のオーケストレーションなど貴重な楽譜等が1990年に妻の智恵子ゆかりの玉川大学に寄贈された。これらは、2016年の秋に同大学教育博物館よりコレクション目録として刊行及びデータベースの公開が開始された。遺品の一部で寄贈されず智恵子の没後未整理だった楽譜資料の中からバッハの未発見の「結婚カンタータBWV216」の手稿譜（自筆譜ではなくバッハの弟子マイスナーによる筆写）が発見され、国立音楽大学の礒山雅教授らによって確認された。国立音大ではファクシミリ版（自筆譜コピー）を出版する予定としている。